# Cristina Sircuța
Cristina Sircuța (n. 4 mai 1977, Arad, județul Arad, România) este un istoric român.

## Biografie
A urmat Liceul Pedagogic ”Dimitrie Țichindeal” din Arad, secția Învățători, între anii 1991-1996, apoi a studiat la Facultatea de Istorie și Filozofie, secția Sociologie a Universității Babeș-Bolyai din Cluj-Napoca, între anii 1997-2001. După terminarea studiilor de licență, s-a înscris la masterul Comunicare socială și relații publice din cadrul aceleiași instituții de învățământ superior, pe care îl parcurge între anii 2001-2003. Apoi a fost admisă la studiile doctorale în Istorie, în 2008, la Facultatea de Litere, Istorie și Teologie din cadrul Universității de Vest din Timișoara. Obține titlul de Doctor în 2013, sub îndrumarea profesorului universitar dr. Victor Neumann, cu teza Viața femeilor în România interbelică.

## Premii
- Premiul Fundației Culturale Magazin Istoric „C.C. Giurescu” pe anul 2016, la disciplina Istorie;
- Lucrarea Viața femeilor în România interbelică a fost premiată cu Premiul Academiei Române pentru Sociologie „Henri H. Stahl“ în anul 2016.[1]

## Lucrări
- Viața femeilor în România interbelică, Oscar Print, București, 2016, 376 p. - ISBN 9789736684159

### Studii și articole
- Interwar Romania – Empowering women interms of social-political and cultural life, în Colloquium politicum, vol. 3, nr. 2 (6), july-decembre 2012;
- Romanian Women and First World War, în Societate și politică, nr. 1, 2013;
- Femeia artist și stereotipurile românești interbelice, în Euroregionalia, nr. 1, 2014;
- Femeile și „cultura majoră” în România interbelică. Studii de caz: Hortensia Papadat-Bengescu, Cecilia Cuțescu-Storck, Lucia Sturdza Bulandra, în cadrul Simpozionului Național al Muzeului de Artă Timișoara, „Artă, cultură și societate în România interbelică”, 7 noiembrie 2014;
- Educația fetelor de altădată, în Magazin istoric, noiembrie 2017;
- Intelectualii și Marea Unire: Camil Petrescu, în Magazin istoric, iulie 2018;
- Intelectualii și Marea Unire: L. Rebreanu, în Magazin istoric, septembrie 2018;
- Intelectualii și Marea Unire: Patriarhul Miron Cristea, în Magazin istoric, noiembrie 2018;
- Cetățeanul Mihai Eminescu, în Magazin istoric, ianuarie 2019;
- Cum e să fii femeie într-o societate patriarhală?, în Magazin istoric, martie 2019;
- Perpessicius – profesor model la Liceul „Moise Nicoară, susținut în cadrul Simpozionului național cu participare internațională „100 de ani de învățământ românesc și de performanță la „Moise Nicoară”, 23 noiembrie 2019;
- Martha Bibescu – primar al Bucureștiului, în Magazin istoric, martie 2020;